# DFL Stiftung
Die DFL Stiftung ist eine gemeinnützige Stiftung, die sich sozialen Projekten widmet. Sie wurde im November 2008 von der DFL Deutsche Fußball Liga GmbH und dem DFL e. V. gegründet.
Die Stiftung hat ihren Sitz in Frankfurt am Main. Aktuelle Vorstandsvorsitzende ist Franziska Fey.

## Zweck der Stiftung
Als Stiftung aus dem Profifußball setzt sich die DFL Stiftung gemeinsam mit den Clubs der Bundesliga und 2. Bundesliga für die Potenzialentfaltung von Kindern und Jugendlichen ein, indem sie soziale Projekte fördert und unterstützt. In Ergänzung zum Engagement der 36 Proficlubs soll die DFL Stiftung laut Satzung „den Sport, Bildung und Erziehung sowie die Völkerverständigung fördern“. Sie engagiert sich in drei Themenbereichen: Gesellschaftliches Miteinander, Gesundes und aktives Aufwachsen sowie Spitzensport.
Die Stiftung gewährt auf Antrag Zuschüsse, führt aber auch eigene Projekte durch und geht Partnerschaften ein.

## Kampagnen

### „Sportler für Sportler“
In Zusammenarbeit mit der DFL wurde im Frühjahr 2009 die Kampagne „Sportler für Sportler“ entwickelt. In deren Verlauf wurden bis 2010 Fernsehspots gesendet, in denen bekannte Spieler und Trainer der Fußball-Bundesliga mit Olympiateilnehmern unterschiedlichster Sportarten für gegenseitige Unterstützung warben und gemeinsam zu Spenden an die Deutsche Sporthilfe aufforderten.

### „Integration. Gelingt spielend.“
Im Juli 2011 startete mit dem Supercup die Großkampagne unter dem Titel „Integration. Gelingt spielend.“
Damit wird bundesweit für die Unterstützung der Integration von Mitmenschen ausländischer Herkunft geworben. Der Fußball dient dabei als verbindendes Element. Schwerpunkt der Kampagne ist wie bereits bei „Sportler für Sportler“ ein Fernsehspot, der sowohl mit talentierten Nachwuchsspielern der U-17- und U-19-Mannschaften als auch den Bundesligaprofis Gerald Asamoah, Mario Götze, İlkay Gündoğan und Sidney Sam gedreht wurde. Vertont wurde der Spot von Wolfgang Niedecken, Sänger der Band BAP.

### „Strich durch Vorurteile“
Mit der Kampagne „Strich durch Vorurteile“ setzte die DFL Stiftung im März 2018 gemeinsam mit allen 36 Clubs der ersten und zweiten Bundesliga ein Zeichen gegen Diskriminierung. In verschiedenen Spots riefen die Bundesligaspieler Manuel Neuer, Naldo und Kevin-Prince Boateng sowie die Kuratoren der DFL Stiftung, Marcel Reif und Wolfgang Niedecken dazu auf, Ausgrenzung entschlossen entgegenzutreten. Am 27. Spieltag der ersten und zweiten Bundesliga in der Saison 2017/2018 wurde mit vielfältigen Aktionen in den Stadien der 36 Proficlubs ein Zeichen für den Zusammenhalt in der Gesellschaft gesetzt. Im Mittelpunkt standen 36 Projekte aus dem Umfeld der Proficlubs, die sich für ein faires Miteinander einsetzen. Auf der Plattform clubheim.dfl-stiftung.de wurden die Projekte vorgestellt, mit dem Ziel, die große Reichweite des Profifußballs zu nutzen, um eine Bühne für kleinere Projekte zu schaffen. Die Philosophie dahinter ist, auch über die Aktionstage hinaus, weiterhin von der DFL Stiftung und Clubs für eine Projektbegleitung und -förderung zu sorgen.
Seit 2018 engagiert sich die DFL Stiftung verstärkt im Bereich des gesellschaftlichen Zusammenhalts. In Kooperation mit Phineo entstand dabei u. a. das Wirkometer, mit dessen Hilfe Vereine und Non-Profits prüfen können, wie erfolgreich sie ihre Ziele erreichen.

### „Internationalen Wochen gegen Rassismus“
DFL Stiftung, DFL und die 36 Proficlubs unterstützten im Jahr 2023 gemeinsam die „Internationalen Wochen gegen Rassismus“ (20. März – 2. April 2023), die in Deutschland von der Stiftung gegen Rassismus koordiniert werden. Die Botschaft STOP RACISM war rund um den 26. Spieltag der Bundesliga und 2. Bundesliga sowie innerhalb der Aktionswochen unter anderem auf dem offiziellen Spielball, Ballstelen, Einlaufshirts, Kapitänsbinden, digitalen Kommunikationswegen und bei TV-Übertragungen präsent.
Auch im Jahr 2024 unterstützten DFL, DFL Stiftung und die 36 Proficlubs der Bundesliga und 2. Bundesliga die Internationalen Wochen gegen Rassismus (11.-24.03.2024). Im Rahmen der Aktionswochen stand der 26. Spieltag unter dem Motto „TOGETHER! STOP HATE. BE A TEAM.“. Dadurch wollte man gemeinsam ein Zeichen gegen Diskriminierung und für gesellschaftlichen Zusammenhalt setzen. Die Botschaft war auf vielfältige Weise in den Stadien, digitalen Kommunikationskanälen und TV-Übertragungen präsent.
Am 27. Spieltag der Saison 2024/2025 der Bundesliga und 2. Bundesliga stand der gesamte deutsche Profifußball im Zeichen von Zusammenhalt und Vielfalt. Unter dem Motto „TOGETHER! Stop hate. Be a team.“ haben die DFL, die DFL Stiftung und die 36 Proficlubs ein klares Zeichen gegen Hass und Ausgrenzung gesetzt. Mit vielfältigen Aktionen in den Stadien, auf den Bildschirmen und in den sozialen Medien wurde die Botschaft laut und deutlich verbreitet: Fußball verbindet und trägt eine gesellschaftliche Verantwortung.

## Projekte
Die DFL Stiftung initiiert eigene Programme und fördert Projekte Dritter. Dabei wird nach Leuchtturmprogrammen, die sich durch bundesweite Relevanz und ganzheitliche Kompetenzansätze auszeichnen, und Förderprojekten unterschieden.

### Leuchtturmprogramme

#### Bundesliga bewegt
Mit dem Programm „Bundesliga bewegt“ vernetzen die DFL Stiftung und Clubs der Bundesliga und 2. Bundesliga Akteurinnen und Akteure in Sozialräumen und bringen so Kinder nachhaltig in Bewegung.

#### Fußball trifft Kultur
Eine Halbzeit Fußball, eine Halbzeit Kompetenztraining und regelmäßige kulturelle Aktivitäten: Das integrative Bildungsprogramm fördert die Sprach- und Sozialkompetenz, schult das Lernverhalten und stärkt das Selbstvertrauen von Kindern.

#### Lernort Stadion
Über die Faszination Fußball und den besonderen Lernort Stadion werden junge Menschen für gesellschaftspolitische Themen sensibilisiert und stärken ihre demokratischen Kompetenzen durch alltagsnahe, jugendgerechte Formate.

#### Nachwuchselite-Förderung
Mit der Nachwuchselite-Förderung unterstützt der deutsche Profifußball gezielt die aussichtsreichsten olympischen, paralympischen und deaflympischen Sporttalente über die Deutsche Sporthilfe.

#### step kickt!
Gemeinsam mit der fit4future foundation und in enger Kooperation mit Proficlubs wird das Projekt „step kickt!“ angeboten, welches Schülern zu mehr Bewegung und einer gesünderen Ernährung anregen soll.

### Ehemalige Leuchtturmprogramme

#### Bundesliga-Reiseführer
Der Bundesliga-Reiseführer erleichtert den barrierefreien Stadionbesuch für Fußballfans mit Behinderung bei Spielen der Bundesliga, 2. Bundesliga und 3. Liga. Die Website bietet die Informationen auch als Hörservice und in Leichter Sprache.

#### Willkommen im Fußball
Das Programm ermöglicht jungen Geflüchteten durch Sport-, Bildungs- und Beratungsangebote die aktive und selbstbestimmte Teilhabe an der Gesellschaft. Erleichtert wird so etwa der Einstieg in den organisierten Vereinsfußball.

### Förderprojekte
(Quelle: )
FußballFreunde-Cup
Inklusive Fußballturnierserie für Menschen mit und ohne Behinderung in Kooperation mit Clubs der Bundesliga und 2. Bundesliga.
Kitas in Bewegung
In Kooperation mit der Deutschen Sportjugend entsteht ein Qualitätskatalog „Kitas in Bewegung“, der sportartenübergreifende Bewegung im Elementarbereich stärkt.
Tandem Young Coach-Ausbildung
Inklusives Qualifizierungsangebot, das Jugendliche und junge Erwachsene mit und ohne Behinderung gemeinsam befähigt, im Fußball für Menschen mit Behinderung als Trainer*in Verantwortung zu übernehmen.
Meine Stadt. Mein Sport. Meine Zukunft.
Förderung von Angeboten zum Aufbau von Bewegungs- und Ernährungsangeboten im SOS-Kinderdorf.
MitternachtsSport
Niedrigschwelliges Fußballangebot in sozialem Brennpunkt zur konfliktträchtigen Abend-/Nachtzeit.
SAFE-HUB Berlin
Safe-Hub Berlin ist das erste Jugendbildungszentrum, das nach dem Vorbild südafrikanischer Safe-Hubs (= sichere, persönlichkeitsfördernde Bildungszentren) in Deutschland entsteht.
MANUS bewegt
Das wöchentliche Bewegungsangebot „MANUS bewegt“ bietet Kindern und Jugendlichen vielfältige Möglichkeiten, sich zu bewegen, die motorischen Fähigkeiten zu verbessern und an den sozialen Kompetenzen zu arbeiten.

## Mittelherkunft und -verwendung
Die DFL Stiftung wird durch die DFL Deutsche Fußball Liga e. V. und den Deutschen Fußball-Bundes e. V. unterstützt. Die beiden Verbände waren 2022/23 für die größten Spenden an die DFL Stiftung verantwortlich. Die DFL Stiftung konnte ihren Fördereinsatz dadurch auf 4,3 Millionen Euro im Berichtsjahr 2022/23 ausbauen. Die Summe umfasst Geld- und Sachmittel für eigene Vorhaben, zur Förderung Dritter sowie Personal- und Verwaltungskosten. Seit ihrer Gründung im November 2008 konnte die DFL Stiftung bereits mehr als 45 Millionen Euro für die Förderung junger Menschen einsetzen.

## Gremien der Stiftung
(Quelle: )

### Vorstand
- Franziska Fey (Vorsitzende)
- Jörg Degenhart (stellvertretender Vorsitzender)

### Stiftungsrat
- Dr. Marc Lenz (Vorsitzender des Stiftungsrates)
- Ansgar Schwenken (Stellv. Vorsitzender des Stiftungsrats)
- Axel Hellmann (Mitglied des Stiftungsrates)
- Nicole Kumpis (Mitglied des Stiftungsrates)
- Bernd Neuendorf (Mitglied des Stiftungsrates)

### Kuratorium
- Marcel Reif (Vorsitzender des Kuratoriums)
- Julia Jäkel (Stellvertretende Vorsitzende des Kuratoriums)
- Matondo Castlo
- Dunja Hayali
- Britta Heidemann
- Dr. Eckart von Hirschhausen
- Maria Höfl-Riesch
- Niko Kappel
- Sebastian Kehl
- Johannes B. Kerner
- Peter Maffay
- Matthias Steiner
- Christian Wulff
- Deborah Levi
- Imke Salander
- Markus Rehm
- Younes Zarou
- Dr. h. c. Fritz Pleitgen (Ehrenmitglied des Kuratoriums)

### Stiftungspaten
- Manuel Neuer
- Markus Rehm